# 石原プロモーション
株式会社石原プロモーション（いしはらプロモーション） は、日本にかつて存在した芸能事務所兼制作プロダクション。略称・通称は「石原プロ」。また、所属タレントの面々は『石原軍団』（いしはらぐんだん）の愛称で広く親しまれていた。
芸能事務所・制作プロダクションであるが、プロデュースやマネジメントが中心の他のプロダクションと違い、撮影用機材や技術クルーを自社で保有し、自社を「映画製作会社」と名乗っていた。このスタンスにより、所属俳優も「映画会社の専属俳優」という立場にあった。

## 歴史

### 創業
石原裕次郎は専属契約で所属していた映画会社である日活とは別に、水の江瀧子と「石原商事」を経営していたが、1963年（昭和38年）1月16日に個人事務所（プライベートオフィス）兼映画製作会社として設立された。1966年に、日活専属契約だった浅丘ルリ子が所属し、芸能事務所としてマネジメントを行う。

### 映画製作と会社の危機
1963年から1973年（昭和48年）にかけて、大手映画会社に出来ない作品を作るという理想のもとに『太平洋ひとりぼっち』『黒部の太陽』『栄光への5000キロ』など、裕次郎主演映画を中心に多数の映画を製作。特に1967年（昭和42年）から1969年（昭和44年）にかけては、黛ジュンの活躍によって一時的に経営が潤ったが、収益を自社製作映画の膨大な製作費に充てていた状況で、映画産業の斜陽化の煽りも受け、『甦える大地』や『ある兵士の賭け』など興行的に失敗した作品も多かった。会社存続が危ぶまれ、8億円（当時）近い負債を背負った。
会社存続が危ぶまれた1971年、裕次郎を慕っていた日活の後輩である渡哲也が所属。翌年、浅丘ルリ子が退社。

### テレビへ進出
1972年（昭和47年）、テレビへの過小評価から頑なにテレビドラマ出演を拒否していた裕次郎だが、俳優である前に社長であり社員の生活を考えるべきだと周囲の強い説得で嫌々ながらもテレビドラマ『太陽にほえろ!』（東宝・日本テレビ）にて主演する。番組は反響と高視聴率を獲得し、テレビが持つ影響力の大きさを身をもって体験したことがもとで、活動の軸足を映画からテレビに移していくこととなる。
会社の再建のため、また自分が愛してやまない映画をもう一度作りたいという想いから、自社でテレビドラマ『大都会』及び『西部警察』シリーズを製作して人気を集め、負債を一掃したのみならず約30億円に上る資産を築き、再建に成功した。しかし本来の目的であった映画製作は、1993年（平成5年）公開の『欽ちゃんのシネマジャック』向け短編が最後となり、テレビドラマの制作も2009年（平成21年）が最後となった。

### 渡哲也社長時代
1987年（昭和62年）に死去した裕次郎の遺言は「俺が死んだら即会社をたたみなさい」だったが、まき子夫人が所属俳優やスタッフに言い出せなかったため、石原プロモーションはそのまま存続した。
裕次郎亡き後は、副社長の渡が社長に昇任し、所属俳優の神田正輝・舘ひろしも共に取締役に就任。専務取締役には「コマサ」こと小林正彦が長年にわたり務めていた（詳しくは本人の項を参照）。
1991年（平成3年）には北海道小樽市で石原裕次郎記念館が開館した。また、1999年（平成11年）から2001年（平成13年）にかけて小樽市のマイカル小樽内で石原プロワールド・西部警察というミニパークを運営していた。
過去に製作された作品はいずれも二次利用の機会が少なく、断片的な形でのリリースとなった『西部警察』や、自社の版権が失効している『太平洋ひとりぼっち』『ゴキブリ刑事』などを除いてソフト化されていないものが大半を占めていた。地上波以外での再放送もDVDと同様の傾向が見られたが、2007年（平成19年）に日本テレビ系の専門チャンネルである日テレプラスで『大都会』シリーズが放送されて以降は、衛星放送を中心に自社作品の再放送が活発化した。
芸能マネージメント業務の一方、後述の「炊き出し」や「『1億人の心をつかむ男』新人発掘オーディション」、国立競技場での裕次郎二十三回忌法要など大規模イベントをたびたび開催し、その派手さが話題となった。また、初代林家三平一門との交流があり、林家正蔵の大規模な襲名お練り・パレードを石原プロが機材等で全面的にバックアップした。当日の人出は14万人。林家三平の襲名披露両国国技館公演なども成功させた。これらの大規模イベントを行ってきたのは「裕次郎の凄さを伝え続けるためには、スケールの大きさにはこだわり続けなければいけない」という方針からのものだった。

### 石原まき子会長時代へ
2011年（平成23年）3月28日の株主総会で、裕次郎夫人であるまき子会長以外の取締役5人が退任。代表取締役社長であった渡、取締役であった神田と舘は、いずれも一俳優として石原プロに所属することとなり、小林専務は健康上の理由で業界から引退することとなった。これは小林の追放を目的とする渡らによるクーデターであった。なお、それまでの所属タレントや社員は同年6月30日付で全員一旦退職した上で、翌7月1日付で一部社員が再雇用される形になる。また、執行役員制となり、社長の座は空席となった。
経営体制の大幅な刷新を経た2012年（平成24年）に創立50周年プロジェクトとしてテレビ作品の順次DVDリリースが決定（ただし一部の作品を除いて原則セレクション形式でのリリースとなる）、翌2013年（平成25年）には『黒部の太陽』をはじめとする劇場映画5作品がBlu-ray及びDVDでリリースされた。
2015年（平成27年）6月22日、チャンネル銀河株式会社と業務提携契約を締結。それに伴い、まき子がチャンネル銀河の名誉会長に、また、チャンネル銀河代表取締役社長の関本好則が石原プロの会長特命コンテンツアドバイザーに就任した。同年には石原裕次郎生誕80周年企画「4K未来映像プロジェクト」 の一環として、チャンネル銀河との共同制作で紀行番組『西部警察 全国キャラバン!!ロケ聖地巡礼』（全10話）を製作。石原プロモーションがCS向け番組を制作するのはこれが初めてである。
2016年（平成28年）1月からは動画配信事業にも参入、『大都会』『西部警察』シリーズの配信が開始された。
2017年（平成29年）4月1日に渡が経営陣に復帰し、「相談取締役」の肩書きで相談役と取締役を兼任した。

### 終焉
裕次郎の没後、渡の体調不良等のゴシップ報道のタイミングで事務所解散についての噂が度々流れていたが、石原プロ側はその都度、事務所の解散は決定事項ではないとして否定する姿勢を取っていた。2019年（令和元年）7月17日の裕次郎の三十三回忌法要において、まき子が「今回をもって弔い上げとし、石原プロとしての墓前供養は今後は行わない」と発表したが、その場でもまき子は解散についての噂を否定した。しかし実際には、2017年に石原裕次郎記念館（北海道小樽市）が閉館した後から解散についての話が始まっていた。
創業から57年が経ち、裕次郎の命日である2020年（令和2年）7月17日に、2021年（令和3年）1月16日を以て「株式会社石原プロモーションの商号を石原裕次郎の仏前に返還する」との名目で芸能事務所としての業務を終了することが、公式サイトなどで発表された。それと前日の7月16日には裕次郎の遺品管理を行う新組織「一般社団法人ISHIHARA」が設立されていたことも明らかとなった ほか、映像・音楽作品の版権管理業務を石原音楽出版社に移管することが分かった。その報告でまき子は、裕次郎の遺言が「俺が死んだら即会社をたたみなさい」だったことを明かしており、まき子が30年以上所属俳優やスタッフに言い出せなかったその遺言は裕次郎の34回忌を迎え「惜しまれるうちに商号を返しても裕次郎は承知してくれるのでは?」との賛同を得てようやく実行に移されることになった。発表後の8月10日には、渡が肺炎のため他界（79歳没）している。
発表通り、創業から58年の節目を迎えた2021年1月16日、石原プロは解散の日を迎えた。同日10時より調布市布田の「調布シティビル」3階の本社にて「解散式」が執り行われ、長きに亘り掲げられてきた「株式会社石原プロモーション」の看板が裕次郎と渡の遺影に一度供えられた後、同社を出発して渡の自宅に立ち寄って渡の仏前に供えられ、最後は世田谷区成城にある裕次郎の自宅で仏前に供えられて看板は"返還"され、58年の歴史に幕を下ろした。その後2月1日付けで布田から国領町に事務所を移転（但し法人登記はそのまま）して版権会社となり、清算作業と俳優マネジメントの残務処理を進めた。
2021年3月31日、石原プロの公式ウェブサイトが閉鎖され、同時に全業務が終了した。そして翌日の4月1日、裕次郎の遺品等の一般公開およびオリジナルグッズの販売を行うウェブサイト「石原裕次郎オンライン記念館」が公開された。運営は石原音楽出版社が行う。この公開において、一般社団法人ISHIHARAおよび石原音楽出版社の代表が、まき子の養子にあたる「石原邦彦」であることが公表された。
2021年4月30日、株主総会にて解散を決議（2021年5月24日発行官報 号外第113号71頁にて解散公告を掲載）。2022年（令和4年）6月23日、法人格が消滅した。

## 名物の炊き出し

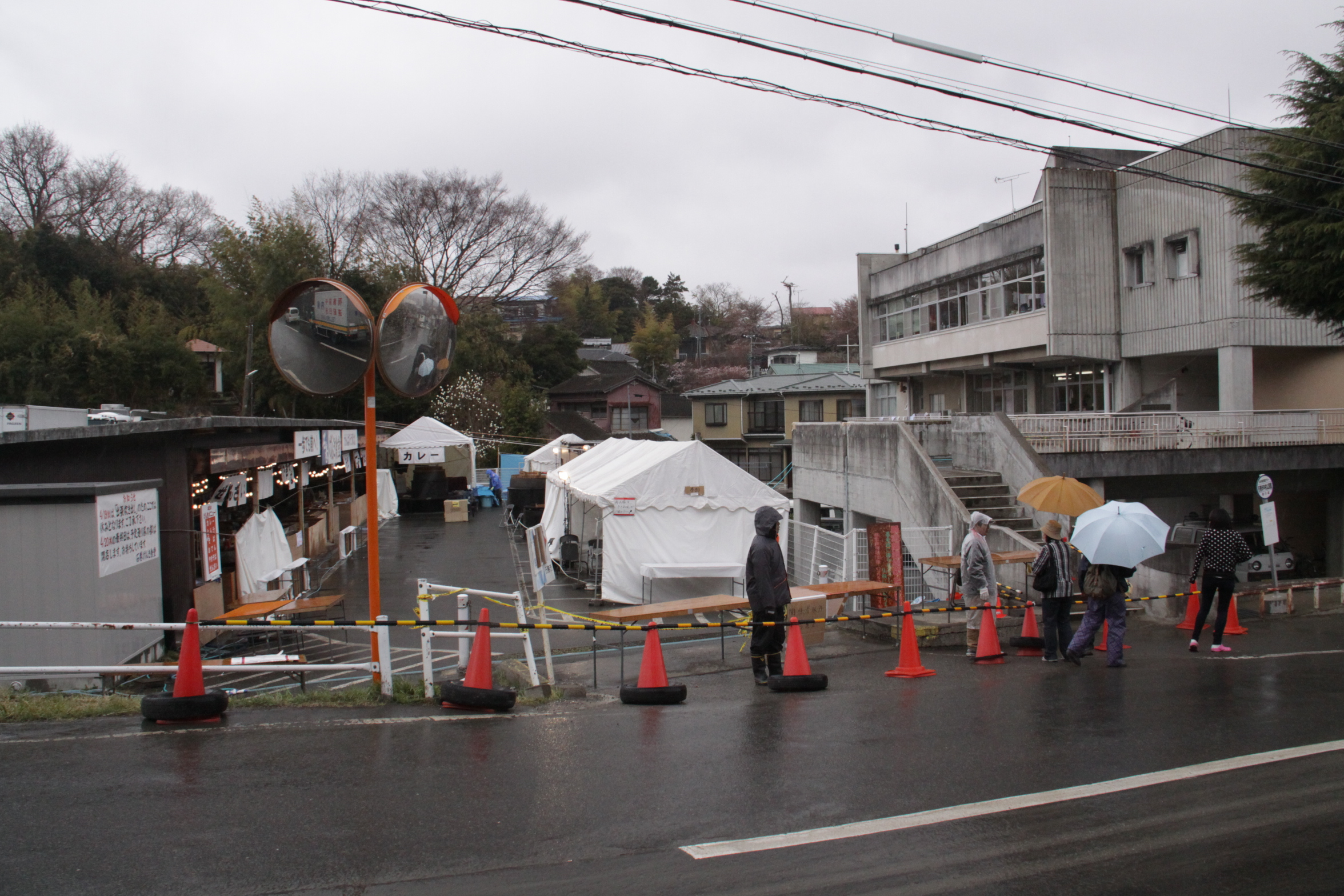
東北地方太平洋沖地震（東日本大震災）での炊き出しのため開設された石巻げんき食堂。
（2011年4月19日、宮城県石巻市）

石原プロは撮影用の車やバイクなどのほかに、餅つき機や3,000人分の炊飯ができる炊事器などを所有しており、関連イベントで炊き出しをするのが恒例となっていた。小林正彦が自ら調理して所属俳優が料理を配るのも人気の一つであり、カレー、赤飯、豚汁、おはぎ、雑煮など種類も豊富である。「炊き出しカレー」が市販されていた。
炊き出しの由来は、石原プロが映画製作をしていた時代は撮影中の弁当などを調達しにくかったことと、「俳優もスタッフもみんなで同じ食事をしよう」との石原裕次郎の意向があり、自前で炊飯設備を整えたことによる。
1995年（平成7年）1月17日に発生した兵庫県南部地震（阪神・淡路大震災）では、被災地の兵庫県芦屋市で、渡と実弟の渡瀬恒彦が焼きそばの炊き出しを行った。
2006年（平成18年）4月12日放映の『愛のエプロン3時間スペシャル』（テレビ朝日）では、渡をはじめとする所属俳優が料理を披露。2007年（平成19年）1月1日放映の『SMAP×SMAP』（関西テレビ・フジテレビ）の料理コーナー「BISTRO SMAP」に渡、舘、神田、徳重の4人が出演した際には、過去のイベントでの炊き出しの模様を記録したプロモーションビデオの存在が明らかになり、「THE 炊き出し PART4」なるビデオの一部が紹介された。その中で舘は「ただ、俳優のプロモーションビデオはひとつもない」とも明かしている。
2008年（平成20年）11月12日放送の『ナニコレ珍百景』（テレビ朝日）では、徳重聡が都内にある石原プロの倉庫を紹介した。この際、動態保存された多数の劇用パトカー等と共に炊き出しに使う鍋なども紹介されたが、珍百景としては登録されず。
2011年（平成23年）3月11日に発生した東北地方太平洋沖地震（東日本大震災）では、トラック28台を連ねて被災地の宮城県石巻市を訪れ、渡・舘らが4月14日から20日までの一週間、カレーや焼きそば、おでん、ぜんざいなど豊富な炊き出しを行った。この炊き出しでは、被災地・被災者とは関係無い一般の石原プロファンが多数来場し、道路渋滞が発生した事で苦情が出たとの報道が一部でされた。
2011年9月7日から6日間、東京・日本橋髙島屋屋上で行われた催事・大東北展では、「屋上げんき食堂」を特設し、売上金全額は日本赤十字社を通じて被災地に寄付した。またレトルト食品（炊き出しカレー、とん汁、おでん、ぜんざい）として一般販売もされた。
2017年（平成29年）に石原裕次郎記念館が閉館したことや渡本人の意向に伴い、同記念館の倉庫にあった炊き出し用具を全て処分しており、また人員の問題や高齢化もあって、2016年の熊本地震被災地で実施したのを最後に、21年間に及ぶ炊き出しは終了した。
被災地への炊き出し自体に関しては、石原プロ解散後の2024年（令和6年）1月1日に発生した令和6年能登半島地震では、同年2月21日から24日までの4日間、舘ひろしが石原プロ解散後に設立した舘プロが石川県輪島市や富山県氷見市等で炊き出しを行っており、舘の他に同じく元石原軍団メンバーで舘プロに移籍した池田努、増本尚や石原プロから移籍したスタッフ陣も参加。軍団解散後も元メンバーによって軍団の伝統は継承される事になった。

## 作品傾向
石原プロが製作する作品は石原裕次郎、渡哲也を主役として設定したものが多く、裕次郎死後は舘を主役にした作品が量産された。社名が「プロモーション」となっている点から、代表者の名前に囚われない幅広い作品作りを目指した三船プロダクションなどの独立スタープロとは対照的なものであった。
『黒部の太陽』『西部警察』に代表される、大規模なセットを組んだアクションを重視した作品が多く、撮影中の演者やスタッフの怪我や事故がたびたび発生している。2003年には『西部警察2003』の撮影時に観客を負傷させる車両事故が発生しており、最終的に連続ドラマは制作中止となった。
裕次郎が生前各界と交流を深めていたことや、莫大な映画製作費の補填もあり、全国に協賛企業・後援団体が数多く存在していた。特に代表的なものとして宝酒造があり、裕次郎時代から所属俳優がCMに出演していたほか、石原プロのイベントには宝酒造の樽酒を毎回提供していた。また、ドラマ『大都会 PARTII』では同社の島原工場、『西部警察』の日本全国縦断ロケでは札幌工場（現在は閉鎖）・伏見工場で撮影が行われ、後者は当時の社長であった大宮隆が本人役として出演していた。

## 幻の社歌
同社の社歌として「太陽と星たちの賛歌」（作詞：なかにし礼、作曲：羽田健太郎）が存在する。
元々は1978年に裕次郎がなかにしに作詞を依頼した曲で、同年5月に予定されていたパーティー（同社の設立記念パーティーとする説 と、同社と関係の深い宝酒造のパーティーとする説 がある）で披露される予定だったが、裕次郎が同時期に闘病生活に入ったためレコーディングや披露も行われず、また譜面も行方不明となったため「幻の社歌」となっていた。当時は同社のスタッフの間でも「社歌があるらしい」という都市伝説扱いだったという。
裕次郎の死後の2013年8月に、同社の社史編纂のため裕次郎の自宅資料室を整理していたところ譜面が発見されたことから、舘ひろしの歌唱と船山基紀によるアレンジで初めてレコーディングが行われ、2014年3月にその存在が公表され、石原プロモーションのサイトで期間限定で公開されている。

## 歴代所属俳優・歌手
一般に「石原軍団」の愛称で親しまれていた。
- 石原裕次郎（創設者・在籍中に死去）
- 浅丘ルリ子（1972年まで在籍）
- 黛ジュン
- 鳥居恵子
- 川地民夫
- 浜田光夫
- 小高雄二 （難病のため1971年以降は俳優から引退）
- 深江章喜
- 竹脇無我
- 津々井まり
- 城野ゆき
- 玉川伊佐男
- 寺尾聰
- 苅谷俊介
- 檀喧太（スタッフ兼）
- 森正親（スタッフ兼）
- 五代高之
- 御木裕（1980年 - 1996年）
- 石原良純（石原裕次郎の甥、1982年 - 1989年）
- 秋山武史（在籍中に死去）
- 峰竜太（1976年 - 2000年）
- 谷川竜（現・谷川竜太郎）
- 深江卓次
- 舛田屋ノリコ
- 武藤章生
- バーブ佐竹
- ウラン（現・青木カレン）
- 渡邉邦門 （現・渡辺邦斗）
- 木村昇
- 岩永ジョーイ
- 木村龍童
- 神田穣
- 渡哲也（在籍中に死去）
- 金児憲史
- 宮下裕治
- 神田正輝（1973年 - 2021年）
- 舘ひろし（1983年 - 2021年、→舘プロ）
- 徳重聡
- 池田努（→舘プロ）
- 増本尚（→舘プロ）

「石原プロNEXT GENERATION」
- 田川大樹
- 草野航大

## 歴代所属スタッフ
- 中井景（プロデューサー・元専務）
- 銭谷功（プロデューサー）
- 小林正彦（プロデューサー・元専務取締役・ウェブクウ取締役）
- 仲川幸夫（プロデューサー・元常務取締役）
- 増田久雄（プロデューサー・現：プルミエ・インターナショナル）
- 川野泰彦（プロデューサー）
- 石野憲助（プロデューサー）
- 森川一雄（プロデューサー・現：ケイエッチケイアート｛国際放映系列会社｝）
- 岩崎純（プロデューサー・現：石原伸晃事務所政策秘書）
- 高山正彦（プロデューサー）
- 福原昇（プロデューサー・退社後ATプロダクションに移籍）
- 中村進（プロデューサー・音楽出版担当）
- 谷口聡（プロデューサー）
- 池田敏春（助監督）
- 荻原達（演出家）
- 金宇満司（撮影技師）
- 宗田喜久松（撮影技師）
- 藤林甲（照明技師）
- 椎葉昇（照明技師）
- 渡辺三雄（照明技師）
- 渡辺士郎（編集技師）
- 関町進
- 浅井健二（退社後テアトルアカデミーを創業）
- 山崎智広（プロデューサー・現：舘プロ）
- 齋藤厚子（現：舘プロ）

## 会社概要

### 解散時の役員
- 代表取締役会長：石原まき子
- 専務取締役：浅野謙治郎[注 8]
- 映像版権取締役：佐藤泰博
- 芸能部取締役：小嶋克巳
- 制作事業部取締役：古賀正行
- 映像制作部取締役：椎野茂
- 経理部取締役：小林聖

### 元役員
- 元代表取締役社長（初代）兼会長：石原裕次郎
- 元代表取締役社長（2代目） / 元相談取締役：渡瀬道彦（渡哲也）
- 元代表取締役専務：小林正彦
- 元代表取締役常務：金宇満司
- 元常務取締役・常務執行役員：仲川幸夫
- 元取締役：舘廣（舘ひろし）、神田正輝、福原昇
- 水の江滝子
- 浅丘ルリ子
- 石原慎太郎
- 石山雄大
- 中井景(元専務)
- 元執行役員：阿部洵二郎
- 元執行役員：小林聖

### 社歌
- 「太陽と星たちの賛歌」
作詞：なかにし礼、作曲：羽田健太郎

### 事務所所在地
事務所の所在は、設立当時は虎ノ門だったが、1973年に調布市国領町に移転し、1991年には布田の「調布シティビル」に移転。解散後の2021年2月には国領町に再移転した。

## 作品

### 映画
- 太平洋ひとりぼっち（1963年、日活・石原プロ）原作：堀江謙一、監督：市川崑
石原プロ製作の劇場映画第1弾。第18回文化庁芸術祭賞、ブルーリボン企画賞受賞。
- 殺人者を消せ（1964年、日活・石原プロ）
- 敗れざるもの（1964年、日活・石原プロ）原作：石原慎太郎
- 城取り（1965年、日活・石原プロ）
- 二人の世界（1966年、日活・石原プロ）
- 青春大統領（1966年、日活・石原プロ）
- 栄光への挑戦（1966年、日活・石原プロ）
- 黒部の太陽（1968年、日活・三船プロ・石原プロ・民藝映画社）

黒部川第四発電所大町トンネルの建設工事に携わった人々のドラマを描いた大作映画。
※1969年に日本テレビ系列でテレビドラマ化された。石原はこのテレビドラマ版にも出演している。
- 夕月（1969年、石原プロ・松竹）出演：黛ジュン、森田健作
- 栄光への5000キロ（1969年、松竹映配・石原プロ）

日産・ブルーバードのラリーカーで、サファリラリーで活躍する日本人ドライバーをテーマにした日産自動車とのタイアップ映画。
- 富士山頂（1970年、日活・石原プロ）
- 愛の化石（1970年、日活・石原プロ）主演：浅丘ルリ子
- ある兵士の賭け（1970年、松竹映配・石原プロ）
- エベレスト大滑降（1970年、松竹映配・石原プロ）
- 男の世界（1971年、日活・石原プロ）
- 甦える大地（1971年、松竹映配・石原プロ）
- 蒼ざめた日曜日（1972年、東宝・石原プロ）原作：曾野綾子、出演：浅丘ルリ子・若林豪
- 影狩り（1972年、東宝・石原プロ）原作：さいとう・たかを
- 影狩り ほえろ大砲（1972年、東宝・石原プロ）原作：さいとう・たかを
- 反逆の報酬（1972年、東宝・石原プロ）石原裕次郎最後の主演作。
- ゴキブリ刑事（1973年、東宝・石原プロ）
渡哲也主演の刑事アクション映画。
- ザ・ゴキブリ（1973年、東宝・石原プロ）
『ゴキブリ刑事』の続編。
- 欽ちゃんのシネマジャック（1993年、1994年、東宝・シネマジャック ほか）
ショートフィルムのオムニバス作品。一編を製作している。
- 終わった人（2018年、東映 ほか）
製作委員会参加。長編映画への出資は『ザ・ゴキブリ』以来45年ぶりとなる。

### テレビドラマ
- あしたの虹（1964年3月8日 - 1964年6月29日、関西テレビ）
- 黒部の太陽（1969年8月3日 - 1969年10月12日、日本テレビ）
民芸映画社、萬年社共同制作
- 冬物語（1972年11月 - 1973年4月、日本テレビ）
- 大都会シリーズ（日本テレビ）
本格的にテレビドラマの自社企画・制作に進出した最初の作品。石原裕次郎自らが制作の陣頭指揮を執り、その後の同社におけるドラマ制作のノウハウがほぼ確立された。
  - 大都会 闘いの日々（1976年1月6日 - 1976年8月3日）
  - 大都会 PARTII（1977年4月5日 - 1978年3月28日）
  - 大都会 PARTIII（1978年10月3日 - 1979年9月11日）
- 浮浪雲（1978年、テレビ朝日）
- 西部警察シリーズ（1979年10月 - 1984年10月、テレビ朝日）
前作「大都会 PART II」「- PART III」の設定をほぼ引き継ぎ、よりスケールアップさせた、同社にとっての代表作。
- ただいま絶好調!（1985年4月 - 9月、テレビ朝日）
「西部警察」にて人気を得た舘を主演に据えた作品。ウイングルーフのトラックで出張演奏する売れないバンドを描く。
- ゴリラ・警視庁捜査第8班（1989年4月 - 1990年3月、テレビ朝日 / 制作協力：第一企画）
石原亡きあと、「西部警察」を超える作品を目指して制作されたが、ヒットには至らなかった。
- 代表取締役刑事（1990年10月 - 1991年10月、テレビ朝日 / 制作協力：第一企画）
前作「ゴリラ」とは打って変わり、舘を主演に据え、下町を舞台にした人情劇を盛り込んだ作品。
- 生命燃ゆ（1992年、テレビ朝日）
渡哲也本格復帰記念ドラマスペシャル。サブタイトルは「-石原裕次郎に捧ぐ- 妻よ娘よ、わが人生に悔いなし」
- 愛しの刑事（1992年10月 - 1993年3月、テレビ朝日）
- テレビ朝日開局45周年記念作品・日曜洋画劇場特別企画「西部警察 SPECIAL」（2004年10月31日、テレビ朝日）
20年ぶりの復活。前年に完成していたが、撮影中の事故の影響により1年遅れで放映。
- テレビ朝日開局45周年記念作品「弟」（2004年11月17日 - 11月21日、テレビ朝日）5夜連続放送
石原の兄・慎太郎の小説をドラマ化した作品。
- 倉本聰ドラマスペシャル「祇園囃子」（2005年9月24日　テレビ朝日）
- 新春スペシャルドラマ「マグロ」（2007年1月4日 - 1月5日　テレビ朝日）
- おいしいごはん 鎌倉・春日井米店（2007年10月 - 12月　テレビ朝日）
「愛しの刑事」以来、14年ぶりの連続ドラマで、初のホームドラマ制作。
- 告知せず（2008年11月15日　テレビ朝日）
テレビ朝日開局50周年記念作品。
- 橋田壽賀子ドラマスペシャル「結婚」（2009年11月28日　テレビ朝日） 
制作協力として制作に参加

### ドキュメント・バラエティ
- 裕次郎アワー 今晩は裕次郎です（1963年7月 - 1964年1月、日本テレビ）
- 木曜スペシャル（日本テレビ）
  - ADMIRAL'S CUP ‐1977‐ 裕次郎は燃えた!（1977年 / 製作協力：プルミエ・インターナショナル / 脚本・監督：村川透）
アドミラルズ・カップ・レース（Admiral's Cup）への出場を果たした裕次郎の活躍を追った長篇ドキュメンタリーフィルム。
  - ペンタゴン 米ソ軍事戦略の全貌（1978年 / 構成：永原秀一、舛田利雄 / 演出：舛田利雄 / 協力：アメリカ国防総省）
冷戦下におけるアメリカとソ連の軍拡競争の実態に迫った、裕次郎制作指揮による政治ドキュメンタリー。両陣営の軍事演習の様子や兵器を収めた映像、関係者へのインタビューなどで構成。この際に撮影された航空戦闘機のフィルムは三根夫久大事務所が再編集を行い、同年のうちに日本ヘラルド配給により『Take Off』（総監督∶舛田利雄）として劇場公開された。
  - 独占企画!石原軍団INハワイ（1986年、製作：日本テレビ / 企画：石原プロモーション / 製作協力：ユニオン映画、石原プロモーション）
裕次郎別荘のあるオアフ島で休暇を楽しむ軍団とゆかりの俳優たちのイメージ映像やトークなどで構成したイベント番組。『大都会PARTIII』以来、7年ぶりに日本テレビとの共同企画で製作された番組であり、放送前後には日テレ系各局にて『大都会』シリーズの再放送も行われた。
- 史上最強のバラエティ クイズ100万ボルト（1993年、テレビ朝日）
電気事業連合会とのタイアップによるクイズ番組。軍団出演のコントや再現VTRなどで構成された。

### CM
- 宝酒造（渡哲也）
- ジョージア（渡哲也・舘ひろし）
- オロナミンC
- 日本興亜損害保険(現・損害保険ジャパン、渡哲也・神田正輝・舘ひろし・深江卓次・渡邉邦門）
- キリンビール（舘ひろし）
- スズキ（スペーシアカスタム。舘ひろし・徳重聡・金児憲史・宮下裕治）

## 関連企業
公式サイト内では、系列会社として扱っている。
- 石原音楽出版社
- 石原インターナショナル（2020年閉鎖[38]）
- アイ・ピー・エフ（2019年石原プロと合併して消滅[39]）
- 石原ミュージック（2019年閉鎖[40]）
- 石原裕次郎記念館

また、系列会社ではないが、石原プロが設立に関わっている会社もある。
- ウェブクウ

## 関連書籍
- 『昭和の太陽　石原裕次郎』石原プロモーション、2009年8月。ISBN 978-4-903853-66-6
2009年7月5日に旧国立競技場で行った二十三回忌法要の記念品を再編し書籍化
- 『石原裕次郎 渡哲也 石原プロ社史』 青志社、2021年1月。ISBN 978-4-86590-111-5[41]
石原プロの会社解散を機に記念出版。2014年発行の「石原プロ50周年史」（非売品）を、会社解散までの軌跡を加え書籍化
- 佐藤利明『石原裕次郎　昭和太陽伝』石原プロ監修、アルファベータブックス、2019年7月。ISBN 978-4-86598-070-7
- 『映画にかけた夢 石原プロモーション58年の軌跡』 朝日新聞出版「週刊朝日ムック」2020年12月。ISBN 978-4-02-277060-8